# Реакции разложения
Реа́кции разложе́ния — химические реакции, в которых из одного, более сложного вещества образуются два или более других, более простых веществ.
Фактором, вызывающим разложение, могут являться различные физические и химические воздействия. Соответственно, выделяют различные виды реакций разложения:
- биодеградация (биологический распад, биоразложение) — разложение в результате деятельности живых организмов;
- сольволиз — реакция обменного разложения между растворенным веществом и растворителем:
  - алкоголиз — растворителем выступает какой-либо спирт;
  - гидролиз — растворителем выступает вода;
  - и т. д.
- радиолиз — разложение под действием ионизирующих излучений;
- термолиз — под действием повышенной температуры:
  - пиролиз — термическое разложение органических соединений без доступа воздуха.
- электролиз — разложение под действием электрического тока.
- фотолиз — разложение под действием света.
- и др.